# Jan Obalski
Jan Obalski (do roku 1936 Jan Oberfeld, ur. 3 maja 1898 w Warszawie, zm. 13 września 1968 tamże) – profesor Politechniki Warszawskiej, pracownik Głównego Urzędu Miar, założyciel i pierwszy redaktor naczelny czasopisma Pomiary, Automatyka, Kontrola.

## Życiorys
Był synem lekarza kardiologa Leona Oberfelda i Anny z domu Winer. W 1914 roku ukończył z wyróżnieniem handlową szkołę średnią Artura Jeżewskiego w Warszawie, a rok później rozpoczął studia na Wydziale Budowy Maszyn i Elektrotechnicznym Politechniki Warszawskiej. W latach 1918–1920 odbył służbę wojskową będąc równocześnie studentem.

### Dwudziestolecie międzywojenne
Już podczas studiów, od 1919 roku, był asystentem, a następnie starszym asystentem na Politechnice Warszawskiej. W 1921 roku uzyskał dyplom inżyniera mechanika. Dwa lata później rozpoczął pracę w Głównym Urzędzie Miar (GUM), z którym był związany do śmierci, zajmując kolejno stanowiska: asystenta, naczelnika Wydziału Naukowo-Metrologicznego, kierownika Ośrodka Dokumentacji Metrologicznej, doradcy naukowego Prezesa Urzędu i członka Rady Naukowej. W 1927 roku przerwał pracę na Politechnice Warszawskiej, poświęcając się całkowicie obowiązkom wynikającym z zatrudnienia w GUM. Do największych osiągnięć techniczno-organizacyjnych z okresu międzywojennego zaliczyć należy udział Obalskiego (wspólnie ze współpracownikami z GUM Henrykiem Szymańskim i Dominikiem Janem Łęczyckim) w podjęciu przez przemysł krajowy produkcji gazomierzy, wodomierzy i odmierzaczy paliw.

### Okres II wojny światowej
W sierpniu 1939 roku został powołany do wojska i we wrześniu tego roku dostał się do niewoli niemieckiej. Przebywał w obozie jenieckim Stalag IB Hohenstein w Prusach Wschodnich, z którego został zwolniony z powodu choroby i powrócił do Warszawy. Przez cały okres okupacji ukrywał się, utrzymując się dzięki pomocy rodziny i jednocześnie pracując nad teoretycznymi zagadnieniami metrologicznymi. Zbierał materiały i opracowywał zagadnienia do podręcznika do metrologii, z myślą wydania go po wojnie.

### Okres powojenny
W marcu 1945 roku, wraz z grupą pracowników GUM, stanął do odbudowy siedziby Urzędu przy ul. Elektoralnej w Warszawie i jako kierownik odbudowy toczył dyskusje i negocjował z kierownictwem Biura Odbudowy Stolicy (BOS) szczegóły dotyczące rekonstrukcji historycznej oraz odbudowy technicznej. Pierwsze laboratoria podjęły swoją działalność już na początku 1946 roku. Dzięki Obalskiemu wiele pracowni zostało szybko urządzonych i zorganizowanych na poziomie technicznym odpowiadającym współczesnym wymaganiom nauki. Był projektantem wielu przyrządów wzorcowych i stanowisk pomiarowych, stosowanych w polskiej służbie miar. Potrzebę rozszerzania zadań GUM – stosownie do roli nowoczesnej, naczelnej instytucji metrologicznej w Polsce – szeroko uzasadnił w artykule pt. Uwagi w związku z odbudową Głównego Urzędu Miar (1950). Ze szczególną troską zabiegał o odbudowę biblioteki GUM (liczącej przed wojną ok. 20 000 książek i doszczętnie w czasie wojny zniszczonej) – specjalistyczne zbiory biblioteczne gromadzone były od 1945 roku, jeszcze w tymczasowej siedzibie GUM w Bytomiu. W 1949 roku, po przeniesieniu Urzędu z Bytomia do Warszawy, przekształcił bibliotekę w Ośrodek Dokumentacji Metrologicznej, którym osobiście kierował przez wiele lat.
Był też redaktorem naczelnym wydawnictw GUM. W 1946 roku związał się z Instytutem Wydawniczym Stowarzyszenia Inżynierów i Techników Mechaników Polskich (SIMP) pełniąc funkcję redaktora naukowego działu Metrologia techniczna w poradniku technicznym „Mechanik” (którego redaktorem naczelnym był Adam Tadeusz Troskolański). W latach 1950 – 1955 był redaktorem działu Pomiary i mechanika precyzyjna w czasopiśmie Przegląd Mechaniczny. Upowszechnianiu wiadomości z dziedziny metrologii służyły także redagowane przez Obalskiego specjalne zeszyty poświęcone metrologii i mechanice precyzyjnej. W 1951 roku, na podstawie rozprawy O dokładności planimetru Prytza, uzyskał na Politechnice Wrocławskiej tytuł doktora nauk technicznych. Nie zaprzestając pracy w GUM, od 1953 roku ponownie związał się z Politechniką Warszawską i jako zastępca profesora na Wydziale Mechanicznym Technologicznym prowadził wykłady z podstaw metrologii, metrologii przemysłowej oraz statystycznej kontroli jakości – przedmiotów, których dotychczas w Polsce nie wykładano. Zwieńczeniem dorobku naukowego i dydaktycznego było nadanie Obalskiemu w 1955 roku tytułu profesora nadzwyczajnego. W 1961 roku na Politechnice Warszawskiej zorganizował Zakład Metrologii Przemysłowej i został jego kierownikiem. Rok później objął kierownictwo Katedry Metrologii Energetycznej na Wydziale Mechaniki Precyzyjnej i funkcję tę sprawował do końca życia. W katedrze, we współpracy z przemysłem, prowadzone były prace związane z wprowadzaniem zasad metrologii, doskonaleniem aparatury pomiarowej i metod pomiarowych. Tam też pod jego kierunkiem wykonano sto pięćdziesiąt osiem prac przejściowych i dyplomowych, co stanowiło wyraz jego troski o szkolenie młodych metrologów. Wielu studentów Wydziału Mechaniki Precyzyjnej, w tym jego dyplomantów, zostało pracownikami Głównego Urzędu Miar.

### Działalność na arenie międzynarodowej
Obalski, jako specjalista i ekspert w swoich dziedzinach, brał aktywny udział w kongresach, zjazdach i konferencjach naukowych, krajowych oraz zagranicznych, poświęconych metrologii, mechanice precyzyjnej i statystycznej kontroli jakości, będąc jednocześnie inicjatorem wielu z nich. Był ponadto organizatorem I i II Krajowej Konferencji Metrologii i Mechaniki Precyzyjnej w Warszawie, w których wzięło udział wielu uczestników z zagranicy. Był współtwórcą Międzynarodowej Konfederacji Pomiarów IMEKO. Współdziałał przy organizacji w 1958 roku w Budapeszcie pierwszej Międzynarodowej Konferencji Mechaniki Precyzyjnej i Techniki Pomiarów IMEKO i do 1963 roku przewodniczył Sekcji Statystycznej Kontroli Jakości, a w latach 1963 – 1965 przewodniczył Podkomitetowi Pomiarów IMEKO. W 1961 roku Międzynarodowa Organizacja Metrologii Prawnej (OIML) w Paryżu powierzyła Polsce prowadzenie Sekretariatu Słownika Metrologicznego. Sekretariat ten prowadził w GUM właśnie Obalski przy wydatnej współpracy doc. inż. Jerzego Jasnorzewskiego, mgr. Tadeusza Maczubskiego i mgr. Antoniego Żabczyńskiego. W latach 1961–1964 przy największym osobistym wysiłku Obalskiego został opracowany i wydany drukiem – przez Międzynarodowe Biuro Metrologii Prawnej (BIML) w Paryżu – projekt wstępny słownika w języku francuskim (fr. Avant-projet de vocabulaire de métrologie légale. Termes fondamentaux. Documentation de travail), zawierający 305 pojęć z dziedziny metrologii prawnej w języku francuskim, tekst zaś uzgadniano z grupami roboczymi 35 państw. Słownik został przyjęty w 1966 roku przez Komitet OIML jako tymczasowe zalecenie. Jest to jedno z polskich osiągnięć o wymiarze międzynarodowym, które zaliczyło nazwisko Obalskiego w poczet najbardziej znanych metrologów w skali światowej. O wartości jego pracy świadczą słowa E. M. Allwrighta, zastępcy dyrektora Międzynarodowego Biura Metrologii Prawnej: To dzieło jest w istocie czymś więcej niż słownikiem. Jest ono jedynym traktatem międzynarodowym, przedstawiającym zasady metrologii prawnej i rozległość ich zastosowań w ramach państwowych. Winniśmy Sekretariatowi wiodącemu nasze najgorętsze podziękowania i gratulacje. W 1956 roku z inicjatywy Katedry Metrologii Technicznej Politechniki Warszawskiej, powołano specjalny zespół w Polskim Komitecie Normalizacyjnym w celu opracowania normy o podstawowych definicjach metrologicznych – Obalski został jego przewodniczącym. Pomimo wielu trudności napotykanych przy opracowywaniu normy, które były spowodowane rozbieżnościami w ujęciu tych samych zagadnień przez różne ośrodki naukowe i techniczne, zarówno w Polsce (m.in. GUM, SEP, PW), jak i w innych krajach, w 1961 roku wydano pierwszy „projekt do stosowania” normy PN/N02050 pt. Metrologia. Nazwy i określenia. Nagła śmierć przerwała dalsze jego wielopłaszczyznowe prace.
Zmarł tragicznie w Warszawie 13 września 1968 roku i został pochowany na Cmentarzu Wojskowym na Powązkach (kwatera A27-1-16).

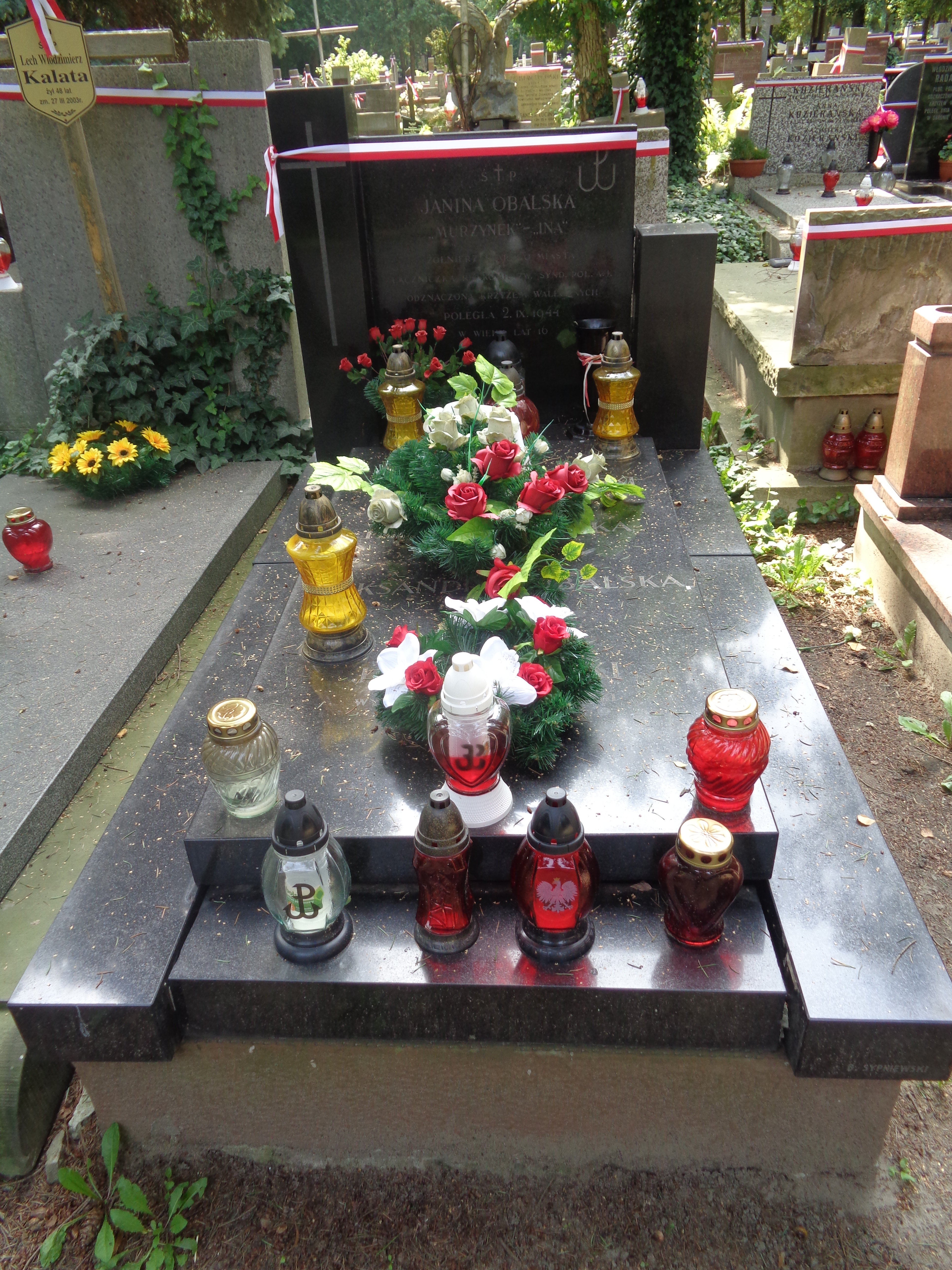
Grób Jana Obalskiego na Cmentarzu Wojskowym na Powązkach

### Działalność społeczna
Jedną z pasji życiowych Obalskiego była praca w organizacjach zawodowych i naukowo-technicznych. W latach 1921–1939 pracował w zarządzie instytucji „Liga Pracy”, mającej na celu propagowanie metod podnoszenia wydajności pracy i prawidłowej jej organizacji. W latach 1936–1939 współpracował przy organizacji działu metrologii w Muzeum Techniki i Przemysłu – o tymże dziale w 1938 roku opublikował opracowanie. Równolegle w okresie międzywojennym należał także do dwóch stowarzyszeń: Techników Polskich i Urzędników Państwowych. Po wojnie w 1952 roku zainicjował i zorganizował Sekcję Metrologii i Mechaniki Precyzyjnej w Stowarzyszeniu Inżynierów i Mechaników Polskich (SIMP) będąc jej przewodniczącym do 1959 roku. W 1958 roku doprowadził do współpracy w zakresie metrologii trzech stowarzyszeń technicznych: Stowarzyszenia Inżynierów i Techników Mechaników Polskich, Stowarzyszenia Elektryków Polskich oraz Stowarzyszenia Inżynierów i Techników Przemysłu Chemicznego.

## Ordery i odznaczenia i wyróżnienia
- Krzyż Oficerski Orderu Odrodzenia Polski (1959)
- Złoty Krzyż Zasługi (9 listopada 1932)[8]
- Srebrna Odznaka Honorowa NOT (1955)

## Wyróżnienia
Za pracę nad rozwojem SIMP otrzymał Dyplom Uznania SIMP.
Na arenie międzynarodowej toczyły się w latach 50. dyskusje nad terminologią metrologii prawnej i jej harmonizacją pomiędzy krajami. Prace te oficjalnie rozpoczęła Międzynarodowa Organizacja Metrologii Prawnej (OIML) w 1961 roku z inicjatywy Obalskiego, który odegrał wiodącą rolę w przygotowaniu pierwszego wydania słownika terminologicznego pt. Vocabulary of Legal Metrology (VML). Jego wkład do rozwoju metrologii prawnej został bardzo wysoko oceniony przez międzynarodową społeczność metrologów. Françis Viaud – dyrektor francuskiego urzędu miar (fr. Services français des Instruments de Mesure), przewodniczący III Międzynarodowej Konferencji Metrologii Prawnej odbywającej się w 1968 roku tuż po śmierci Obalskiego – przed rozpoczęciem obrad uczcił pamięć zmarłego krótkim przemówieniem, w którym scharakteryzował jego sylwetkę, podkreślając szczególnie zasługi dla OIML, zwłaszcza w dziedzinie prac nad słownictwem metrologicznym. W czasie obrad konferencji podjęto postanowienie o przyjęciu do stosowania Słownika metrologii prawnej, jako zalecenia OIML, i o nadaniu pośmiertnie Janowi Obalskiemu tytułu Honorowego Członka Międzynarodowego Komitetu Metrologii Prawnej.

## Publikacje
Był autorem około stu dwudziestu publikacji, w tym dwudziestu oryginalnych prac naukowych, trzech książek i jednego skryptu. Wiele jego prac ukazało się w czasopismach zagranicznych.
W latach trzydziestych ukazały się jego pierwsze opracowania badawcze dotyczące przyrządów pomiarowych i ich legalizacji:
- Przyrząd do mierzenia objętości pojemników, [Warszawa] 1931,
- Mierniki do ropy naftowej i ich legalizacja (we współpracy z Władysławem Szaynokiem), Warszawa 1934,
- Doświadczenia nad metodami sprawdzania pojemności zbiorników mierniczych, [Lwów 1936],
- Maszyny do mierzenia powierzchni skór, Warszawa 1937,
- Dział metrologii w Muzeum Techniki i Przemysłu, Warszawa 1938,
- Gospodarka wodomierzowa miasta Paryża (we współpracy z Henrykiem Szymańskim), [Kraków] 1938,
- Laboratorium wodomierzowe Głównego Urzędu Miar, [w:] „Gaz, Woda i Technika Sanitarna”, t. 17, 1938, s. 43–47.

W latach wojny i okupacji pracował nad podstawami teoretycznymi dotyczącymi metrologii. Pierwszą publikacją powojenną były Podstawowe pojęcia metrologii (Warszawa 1946), natomiast dwadzieścia lat później ukazały się Podstawy metrologii (Warszawa 1966), obszerne dzieło w postaci skryptu, będące owocem prac od lat 40. XX w. i stanowiące wzór opracowania pod względem naukowym oraz dydaktycznym. Jego drugie wydanie ukazało się po śmierci autora w 1970.
W 1950 roku opublikował rozprawę O dokładności planimetru Prytza, będącą podstawą do uzyskania stopnia doktora nauk technicznych.
W 1955 roku ukazała się Statystyczna kontrola jakości podczas produkcji. Miał też duży wkład w objaśnianiu i wprowadzaniu Międzynarodowego układu jednostek miar (obowiązującego w Polsce od 1966 roku) – jego Zasady Międzynarodowego układu jednostek miar były kilkukrotnie wznawiane (Warszawa 1969, 1970, 1971, 1981).
W 1955 roku był inicjatorem i głównym organizatorem wydawania nowego czasopisma Pomiary, Automatyka, Kontrola, w którym do końca życia pełnił funkcję redaktora naczelnego. Był autorem wielu artykułów w prasie naukowej i branżowej:
- Cuda pomiarów, [w:] „Problemy” Nr 4, 1948
- O pewności wyników sprawdzania narzędzi mierniczych, [w:] „Zastosowania Matematyki”, T.1 Warszawa, Wrocław 1954, s. 105–124.
- Projekt Polskiej Normy o podstawowych definicjach metrologii, [w:] „Pomiary Automatyka Kontrola”, z. 5 (1960), 165–169
- Czy potrzebny jest „uchyb”?, [w:] „Pomiary Automatyka Kontrola”, z. 8 (1960), 324
- 150 annés de système métrique en Pologne, [w:] „Bulletin de L'Organisation Internationale de Métrologie Légale” nr 29, Paris 1967, s. 7–14.